# Etnarca
Etnarca (ἐθνάρχης) se refiere generalmente a un cargo político con poder sobre un grupo étnico común. El término se deriva de las palabras griegas para «nación» y «líder» ("ἔθνος" y "ἄρχων").

## Antigüedad
El título genérico de etnarca se usó en la Antigua Roma para referirse a aquellos gobernadores de los reinos vasallos orientales que no llegaban al nivel de monarcas o reyes.
El mejor conocido es probablemente Herodes Arquelao, hijo de Herodes I el Grande, que fue etnarca de Samaria, Judea e Idumea desde la muerte de su padre en 4 a. C. hasta 6 d. C. Su hermano Herodes Filipo recibió el noreste del reino, y Galilea fue dada a Herodes Antipas; ambos recibieron el título de tetrarcas, de manera que Arquelao quedaba como título de rey (Mateo 2:22); sin embargo Augusto ratificó el testamento, con excepción del título dado a Arquelao. Este, después de la ratificación del testamento de Herodes por Augusto, fue instalado como gobernador de Judea, Samaria e Idumea, con el título de etnarca, y quedó entendido que si gobernaba bien, podría llegar a ser rey. Estos tres territorios fueron reunidos bajo Herodes Agripa I desde 41 a 44 d. C.
En tiempos anteriores, Hircano II, uno de los últimos gobernantes asmoneos de Judea, también tuvo el título de etnarca, así como el de Alto Sacerdote.

## Imperio bizantino
Etnarca era el título que recibía el comandante de los ejércitos extranjeros que servían al emperador romano; en la Antigüedad Clásica era frecuente reclutar mercenarios por nacionalidad.

## Imperio Otomano
El caso de los etnarcas era bastante diferente en el Imperio otomano (sucesor político del de Bizancio); dichas comunidades eran reconocidas como entidades legítimas (millet), y por tanto, se les permitía ser escuchadas por el gobierno a través de un representante oficialmente reconocido.
Cuando el sultán otomano Mehmed II decidió formalizar dicho diálogo, la elección lógica para las comunidades cristianas fue elegir al Patriarcado Ecuménico de Constantinopla. Para la menor, pero también influyente diáspora judía, se garantizó una posición similar al Jajam Bashi, esto es, el Gran Rabino.